# تشاد باكستر
تشاد باكستر (23 سبتمبر 1983 في جنوب أفريقيا - ) (بالإنجليزية: Chad Baxter)‏ هو لاعب كريكت جنوب أفريقي.

## وصلات خارجية
- تشاد باكستر على موقع إي آس بي آن كريك إنفو (الإنجليزية)